# Wicd
Wicd (Wireless Interface Connection Daemon) – wolne i otwarte oprogramowanie (tzw. FLOSS) do zarządzania zarówno przewodowymi i bezprzewodowymi sieciami dla systemu Linux. Projekt rozpoczął się pod koniec 2006 r.. Pierwotnie program nazywał się Connection Manager, ale nazwa została zmieniona, ponieważ zbyt wielu ludzi myliło go z Network Manager. Wicd ma na celu zapewnienie prostego interfejsu do zarządzania siecią.